# Campeonato da Europa de Atletismo de 2022 - Arremesso de peso feminino
A prova do arremesso de peso feminino do Campeonato da Europa de Atletismo de 2022 foi disputada no dia 15 de agosto de 2022, no Estádio Olímpico de Munique, em Munique na Alemanha.

## Recordes
Antes desta competição, os recordes mundiais e do campeonato nesta prova eram os seguintes:
|                       | Nome               | Nacionalidade   | Distância | Local     | Data                 |
| --------------------- | ------------------ | --------------- | --------- | --------- | -------------------- |
| Recorde mundial       | Natalya Lisovskaya | União Soviética | 22m 63cm  | Moscou    | 7 de junho de 1987   |
| Recorde europeu       | Natalya Lisovskaya | União Soviética | 22m 63cm  | Moscou    | 7 de junho de 1987   |
| Recorde do campeonato | Vita Pavlysh       | Ucrânia         | 21m 69cm  | Budapeste | 20 de agosto de 1998 |

## Medalhistas
| Ouro                   | Prata               | Bronze                    |
| Jessica Schilder (NED) | Auriol Dongmo (POR) | Jorinde van Klinken (NED) |

## Cronograma
Todos os horários são locais (UTC+2).
| Data         | Hora  | Evento       |
| ------------ | ----- | ------------ |
| 15 de agosto | 11:20 | Qualificação |
| 15 de agosto | 20:38 | Final        |

## Resultados

### Qualificação
Qualificação: Desempenho de 18.60 m (Q) ou os 12 melhores qualificados (q). 
| Posição | Grupo | Atleta                   | Nacionalidade | #1    | #2    | #3    | Resultados | Notas |
| ------- | ----- | ------------------------ | ------------- | ----- | ----- | ----- | ---------- | ----- |
| 1       | A     | Auriol Dongmo            | Portugal      | 19.32 |       |       | 19.32      | Q     |
| 2       | B     | Jessica Schilder         | Países Baixos | x     | 18.31 | 18.95 | 18.95      | Q     |
| 3       | B     | Katharina Maisch         | Alemanha      | 18.44 | x     | 18.65 | 18.65      | Q     |
| 4       | A     | Jorinde van Klinken      | Países Baixos | 18.39 | 18.62 |       | 18.62      | Q     |
| 5       | A     | Sara Gambetta            | Alemanha      | 18.53 | 17.92 | 18.31 | 18.53      | q     |
| 6       | A     | Axelina Johansson        | Suécia        | 16.92 | 17.97 | x     | 17.97      | q     |
| 7       | A     | Julia Ritter             | Alemanha      | 17.52 | 17.80 | 17.68 | 17.80      | q     |
| 8       | B     | Fanny Roos               | Suécia        | 17.43 | 17.79 | x     | 17.79      | q     |
| 9       | A     | Dimitriana Bezede        | Moldávia      | 17.53 | 17.76 | x     | 17.76      | q     |
| 10      | B     | María Belén Toimil       | Espanha       | 17.09 | x     | 17.72 | 17.72      | q     |
| 11      | B     | Jessica Inchude          | Portugal      | 17.18 | 17.64 | 17.38 | 17.64      | q     |
| 12      | B     | Sophie McKinna           | Reino Unido   | 17.33 | 16.86 | 15.87 | 17.33      | q     |
| 13      | A     | Benthe König             | Países Baixos | 16.90 | x     | 17.27 | 17.27      |       |
| 14      | B     | Klaudia Kardasz          | Polónia       | 17.27 | x     | x     | 17.27      |       |
| 15      | A     | Amelia Strickler         | Reino Unido   | 16.62 | 16.55 | 17.20 | 17.20      |       |
| 16      | B     | Divine Oladipo           | Reino Unido   | x     | 17.16 | 16.81 | 17.16      |       |
| 17      | B     | Eveliina Rouvali         | Finlândia     | x     | 16.49 | 17.07 | 17.07      |       |
| 18      | B     | Sara Lennman             | Suécia        | 16.92 | 16.95 | 16.76 | 16.95      |       |
| 19      | A     | Senja Mäkitörmä          | Finlândia     | x     | 16.71 | 16.94 | 16.94      |       |
| 20      | A     | Paulina Guba             | Polónia       | 16.45 | x     | 16.66 | 16.66      |       |
| 21      | A     | Emel Dereli              | Turquia       | 16.56 | –     | –     | 16.56      |       |
| 22      | B     | Erna Sóley Gunnarsdóttir | Islândia      | 15.89 | 16.41 | x     | 16.41      |       |
| 23      | B     | Pınar Akyol              | Turquia       | 14.69 | 15.67 | 15.89 | 15.89      |       |
| 24      | A     | Sopiko Shatirishvili     | Geórgia       | 15.08 | 15.52 | 15.36 | 15.52      |       |
| 25      | A     | Markéta Červenková       | Chéquia       | –     | –     | –     | NM         |       |

### Final
A final ocorreu no dia 15 de agosto às 20:38.
| Posição           | Atleta              | Nacionalidade | #1    | #2    | #3    | #4    | #5    | #6    | Resultados | Notas            |
| ----------------- | ------------------- | ------------- | ----- | ----- | ----- | ----- | ----- | ----- | ---------- | ---------------- |
| Medalha de ouro   | Jessica Schilder    | Países Baixos | 19.47 | 20.24 | 19.18 | 19.24 | 19.12 | 19.13 | 20.24      | EL,              |
| Medalha de prata  | Auriol Dongmo       | Portugal      | 19.29 | 19.82 | 19.01 | x     | 19.46 | 19.52 | 19.82      | Recorde nacional |
| Medalha de bronze | Jorinde van Klinken | Países Baixos | 17.03 | 18.94 | 16.99 | x     | 18.83 | 18.20 | 18.94      |                  |
| 4                 | Fanny Roos          | Suécia        | 18.35 | x     | 18.30 | x     | 17.84 | 18.55 | 18.55      |                  |
| 5                 | Sara Gambetta       | Alemanha      | 18.17 | 18.48 | 18.21 | 18.40 | 18.24 | 17.61 | 18.48      |                  |
| 6                 | Julia Ritter        | Alemanha      | 18.29 | 18.00 | 18.07 | 18.14 | 18.24 | 18.16 | 18.29      |                  |
| 7                 | Axelina Johansson   | Suécia        | 18.04 | 17.42 | 17.75 | 17.37 | 17.60 | 16.98 | 18.04      |                  |
| 8                 | Katharina Maisch    | Alemanha      | 18.01 | x     | x     | 17.80 | x     | 17.13 | 18.01      |                  |
| 9                 | Jessica Inchude     | Portugal      | 17.24 | x     | 17.93 |       |       |       | 17.93      |                  |
| 10                | María Belén Toimil  | Espanha       | 17.40 | 17.86 | 17.21 |       |       |       | 17.86      |                  |
| 11                | Dimitriana Bezede   | Moldávia      | 16.98 | x     | x     |       |       |       | 16.98      |                  |
| 12                | Sophie McKinna      | Reino Unido   | 16.29 | 15.63 | x     |       |       |       | 16.29      |                  |

Legenda
| Recorde mundial       | Recorde mundial (World record)               |                       | Recorde africano                      | Recorde africano (African) |                                           | Q | Classificado por posição (Qualified) |
| Recorde do campeonato | Recorde do campeonato (Championship record)  | Recorde da América    | Recorde da América (Americas)         | q                          | Classificado por melhor tempo (Qualified) |   |                                      |
| Melhor marca do ano   | Melhor marca do ano (World leading)          | Recorde asiático      | Recorde asiático (Asian)              | DNS                        | Não largou (Did not start)                |   |                                      |
| Recorde nacional      | Recorde nacional (National record)           | Recorde europeu       | Recorde europeu (European)            | DNF                        | Não terminou (Did not finish)             |   |                                      |
| Recorde pessoal       | Recorde pessoal do atleta (Personal best)    | Recorde da Oceania    | Recorde da Oceania (Oceania)          | DSQ / DQ                   | Desclassificado (Disqualified)            |   |                                      |
| Recorde da temporada  | Recorde da temporada do atleta (Season best) | Recorde sul-americano | Recorde sul-americano (South America) | NM                         | Sem marca (No mark)                       |   |                                      |